# Camp de concentració de Sachsenhausen
|  | No s'ha de confondre amb el camp de concentració d'Oranienburg (1933-1934). |

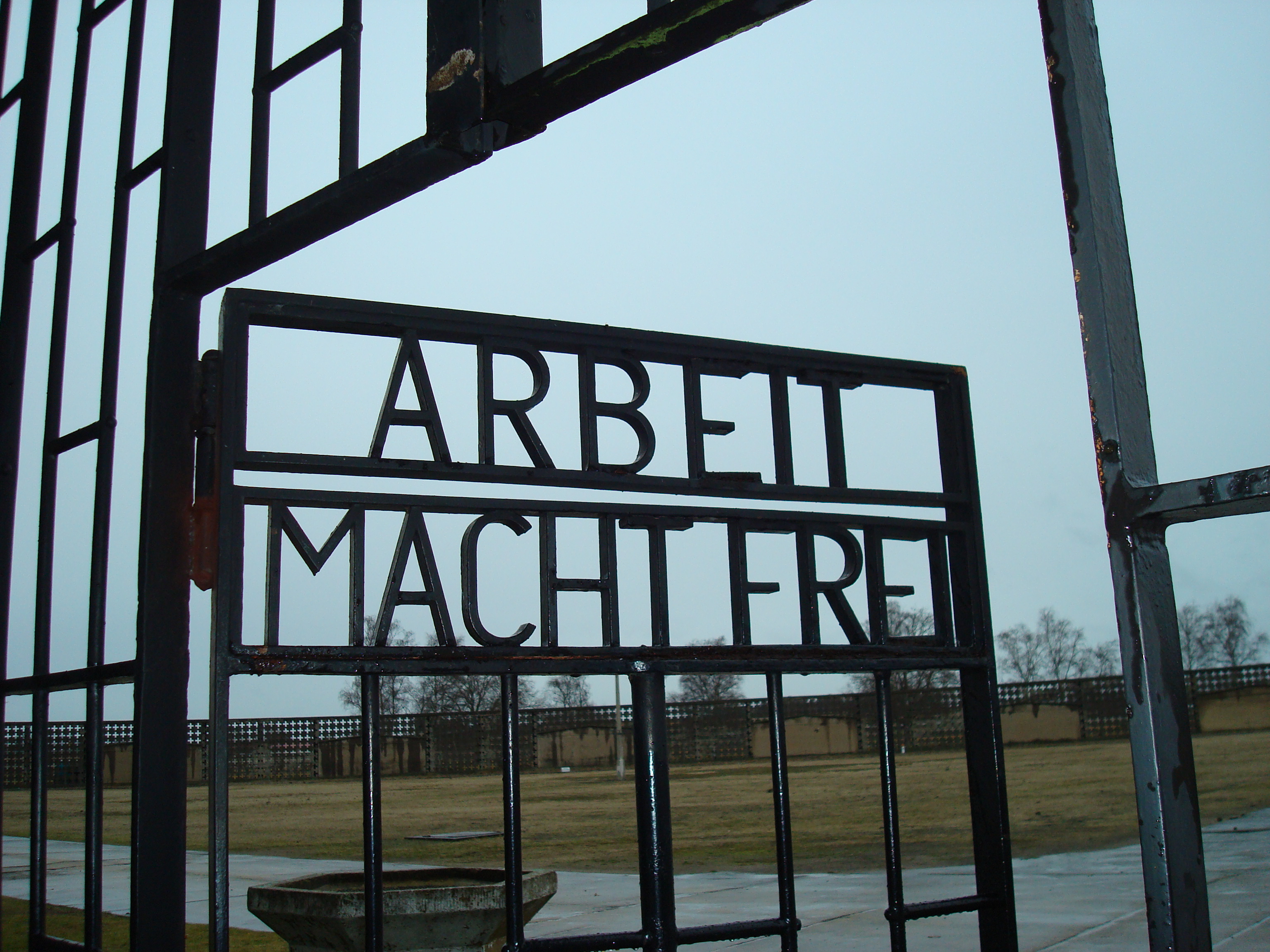
Porta d'entrada al camp

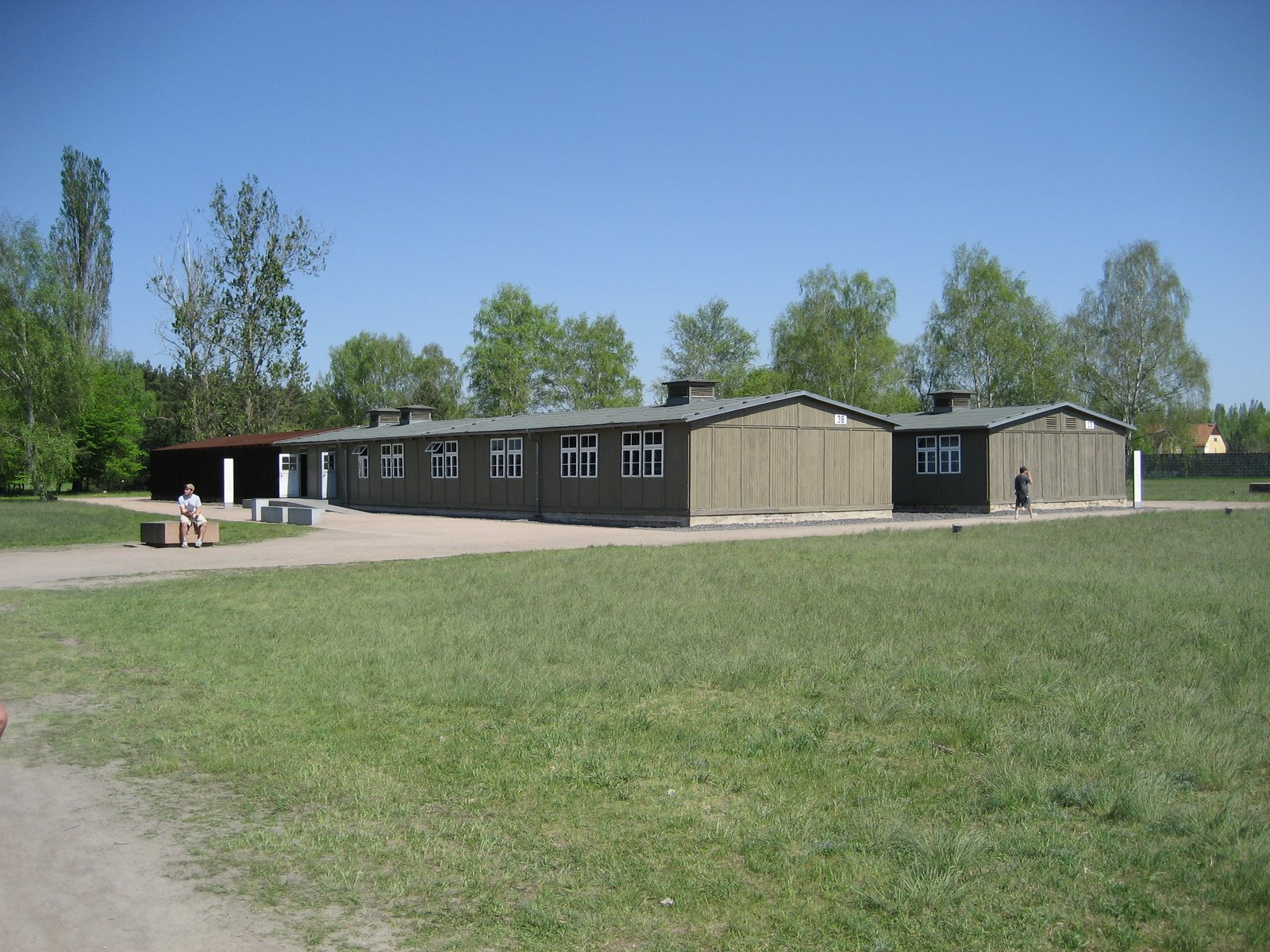
Alguns dels barracons que encara avui es poden observar al camp de concentració de Sachsenhausen.

Sachsenhausen fou un camp de concentració que operà al nord de Berlín, a la ciutat d'Oranienburg a l'actual estat federat de Brandenburg des de l'any 1936 fins a l'any 1950. Primer va ser dirigit pels nacionalsocialistes i després pels soviètics. Durant la II Guerra Mundial va servir com a presó de presos polítics. Entre els presoners més destacats hi ha el fill gran de Joseph Stalin, Yakov Dzhugashvili, l'assassí Herschel Grynszpan, el penúltim primer ministre de França Paul Reynaud, Francisco Largo Caballero, primer ministre de la II República espanyola durant la Guerra Civil espanyola, l'esposa i els fills del príncep hereu de Baviera, El líder nacionalista ucraïnès Stepan Bandera i diversos soldats enemics i dissidents polítics. Moltes vegades s'han referit a aquest camp de concentració com Sachsenhausen-Oranienburg.

## El camp de concentració nazi
Establert l'any 1936, el camp de Sachsenhausen fou ubicat al límit septentrional de Berlín la qual cosa li atorgà una especial preeminència dintre de l'escalafó de camps de concentració nacionalsocialistes: el centre administratiu de tots els camps fou localitzat a la ciutat brandenburguesa d'Oranienburg; a més a més, Sachsenhausen esdevingué un centre d'entrenament d'oficials de la  Schutzstaffel (SS) que anys més tard serien encarregats de gestionar els diferents camps de concentració del III Reich.
Sachsenhausen acollí més de 200.000 persones des de l'any 1936 fins a l'any 1945, entre els quals molts presos russos. L'any 1943 s'hi va construir una cambra de gas. Amb la planificació de la solució final a partir de 1942, Sachsenhausen no fou designat com un camp de la mort; els jueus foren traslladats a camps d'extermini de l'est construïts específicament per a aquesta funció. El dia 13 de desembre de l'any 2001 el diari The New York Times publicà un article referent al camp de concentració de Sachsenhausen al qual digué: "En els primers anys de guerra, la SS practicà mètodes massius d'assassinat que posteriorment foren emprats en els anomenats camps de la mort. De les 30.000 víctimes en temps de guerra, la majoria era soviètics entre els quals hom hi pot trobar el fill primogènit de Stalin." Entre els principals reclusos de Sachsenhausen hi ha set membres de l'Operació Mosquetó, el campió del Gran Premi del Motor: William Grover-Williams, així com membres de la família reial bavaresa com la princesa hereva Antònia de Luxemburg. El capellà Martin Niemöller, crític amb el nacionalsocialisme i escriptor de l'obra "Primer ells arribaren." El camp de concentració de Sachsenhausen s'especialitzà en la producció de bitllets de banc falsos tant de lliures esterlines com de dòlars americans en el marc d'una temptativa de la Cancelleria d'enfonsar les economies capitalistes del Regne Unit i dels Estats Units. Al moment de l'alliberament del camp, les tropes soviètiques hi van trobar més d'un bilió de dòlars a les caixes. Davant de l'avenç de les tropes aliades a la primavera de 1945, el camp va ser evacuat. A la nit del dia 20 d'abril, 33.000 interns del camp dirigits per membres de la SS van ser obligats a iniciar una llarga marxa de la mort. La majoria dels interns estaven exhausts i no van sobreviure. Aquells que no podien prosseguir foren assassinats pels agents de la SS. El dia 22 d'abril de 1945, el camp, on hi restaven 3000 interns, fou alliberat per les tropes soviètiques. El President del Govern espanyol, Francisco Largo Caballero hi fou ingressat el 31 de juliol de 1943.

## El Camp Especial Soviètic número 7
El mes d'agost de l'any 1945, el govern soviètic provisional ordenà l'ocupació de les instal·lacions de Sachsenhausen amb la voluntat de construir un nou camp de concentració denominat Camp Especial Soviètic número 7. S'aprofitaren totes les instal·lacions existents a excepció dels forns crematoris. L'any 1948 el camp havia passat a denominar-se Camp Especial Soviètic número 1 i era el més gran de tota la RDA. Segons el citat article del New York Times firmat per Desmond Butler: "Al voltant de 60.000 persones foren internades al camp de concentració de Sachsenhausen entre 1945 i 1950. D'aquest 6.000 eren oficials de l'exèrcit alemany i un altre grup eren funcionaris nacionalsocialistes. Ara bé, el grup més remarcable eren els dels opositors al nou règim comunista classificats com a monàrquics, democratacristians o simplement anticomunistes. Finalment cal remarcar que diversos russos, col·laboradors amb el III Reich, també foren enviats a Sachsenhausen". El camp fou tancat a la primavera de l'any 1950. El balanç de l'era soviètica ronda el 12.000 morts, molts dels quals foren per malnutrició. Actualment el camp resta obert al públic. Diversos edificis i estructures es mantenen en peu o han estat reconstruïdes. Tot i així, la gran majoria de barracons i la zona dels forns crematoris no han arribat als nostres dies. Després de la guerra, els soviètics construïren un memorial en forma d'obelisc per recordar les atrocitats comeses durant el Tercer Reich.

## Galeria de fotografies

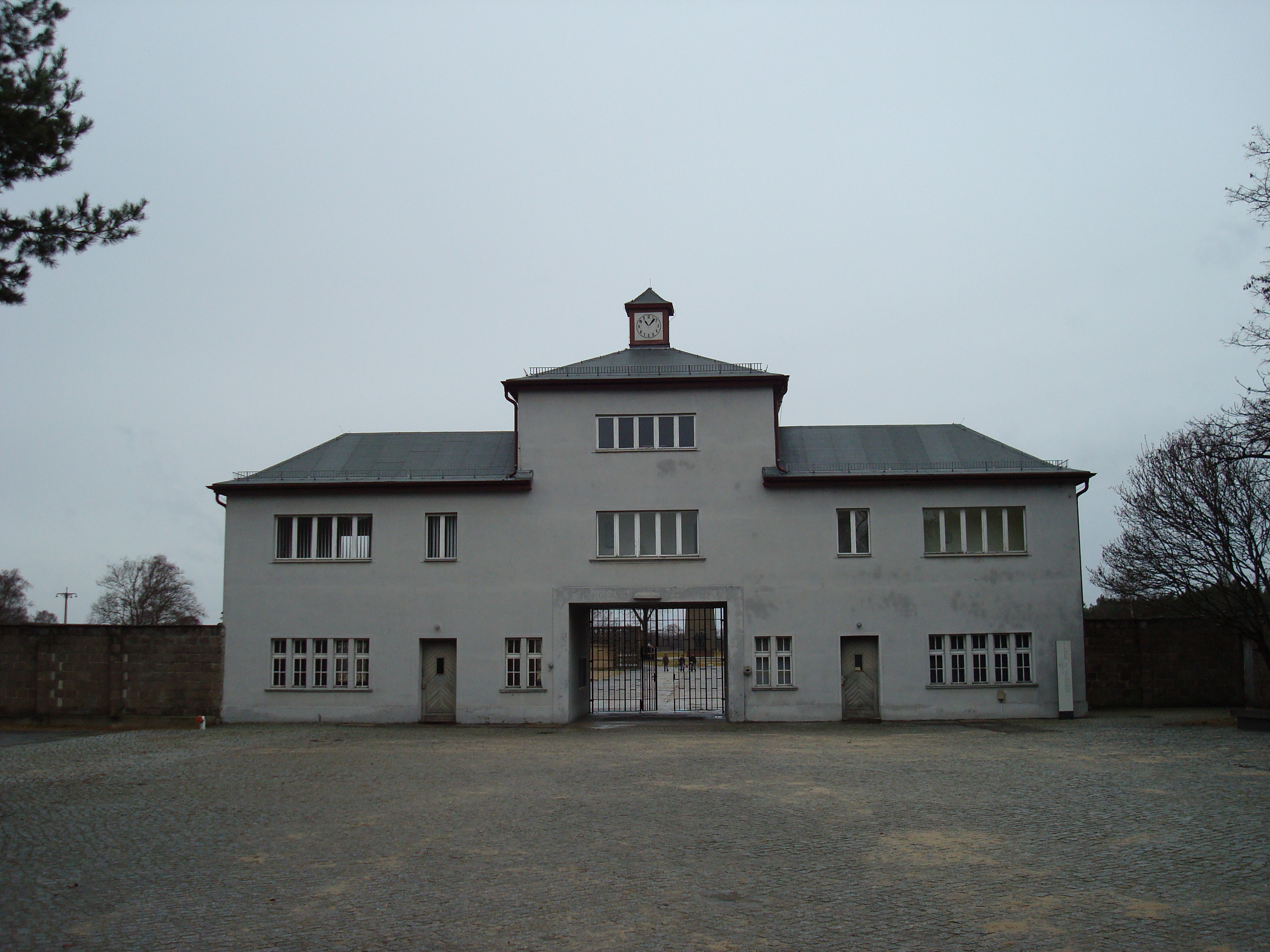
Entrada principal del camp
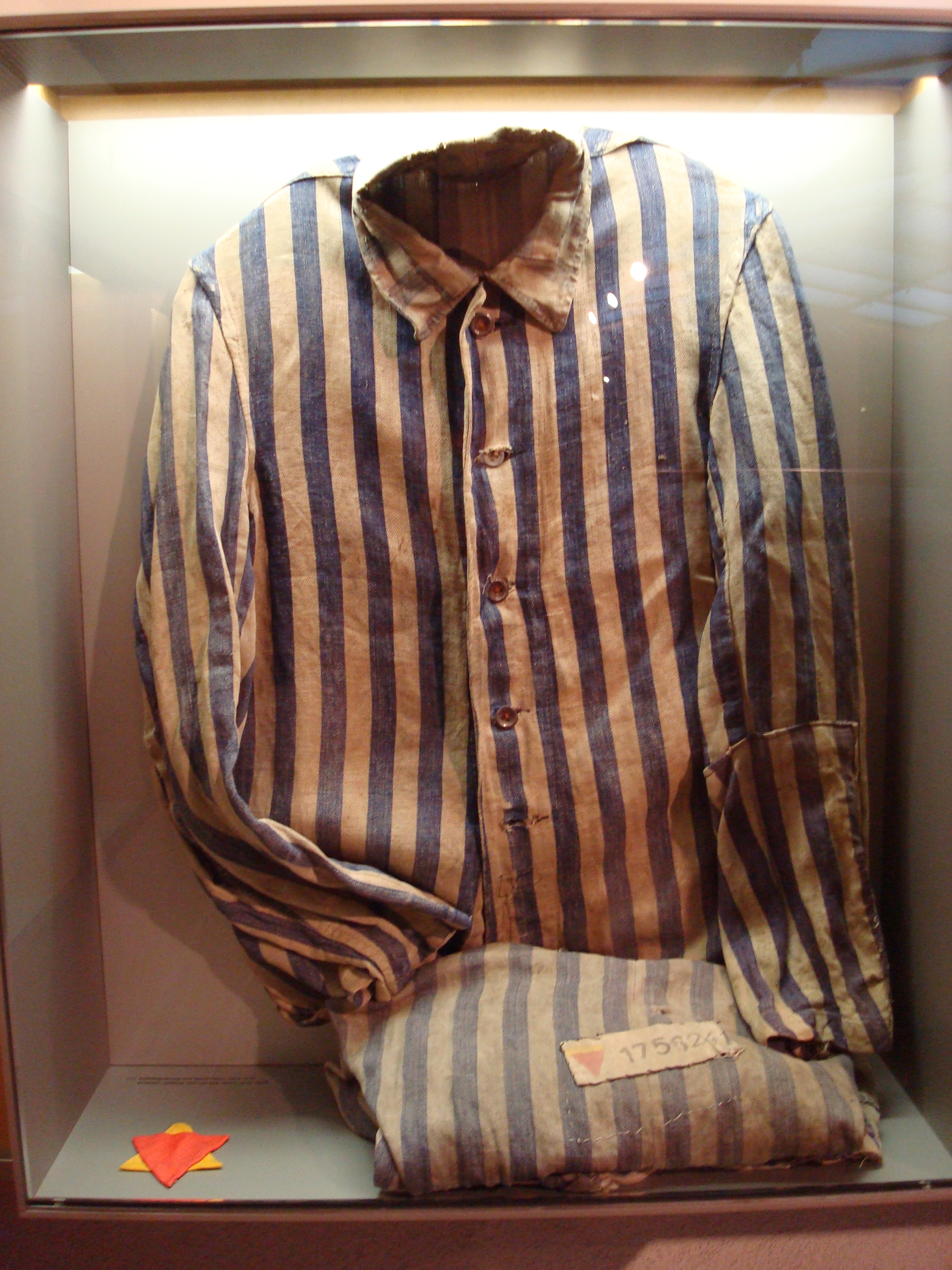
Uniforme del camp
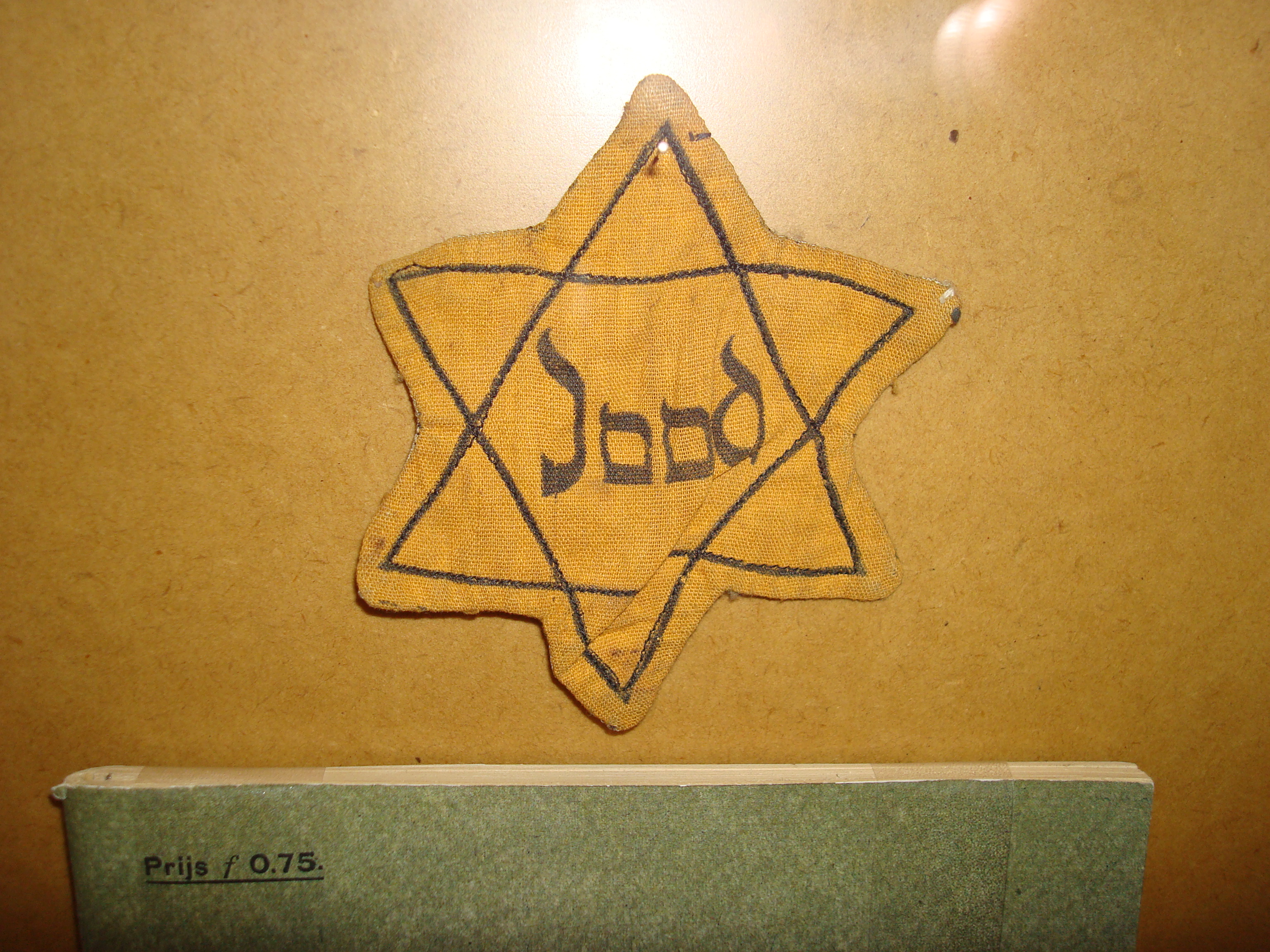
Símbol identificatiu per a presoners jueus
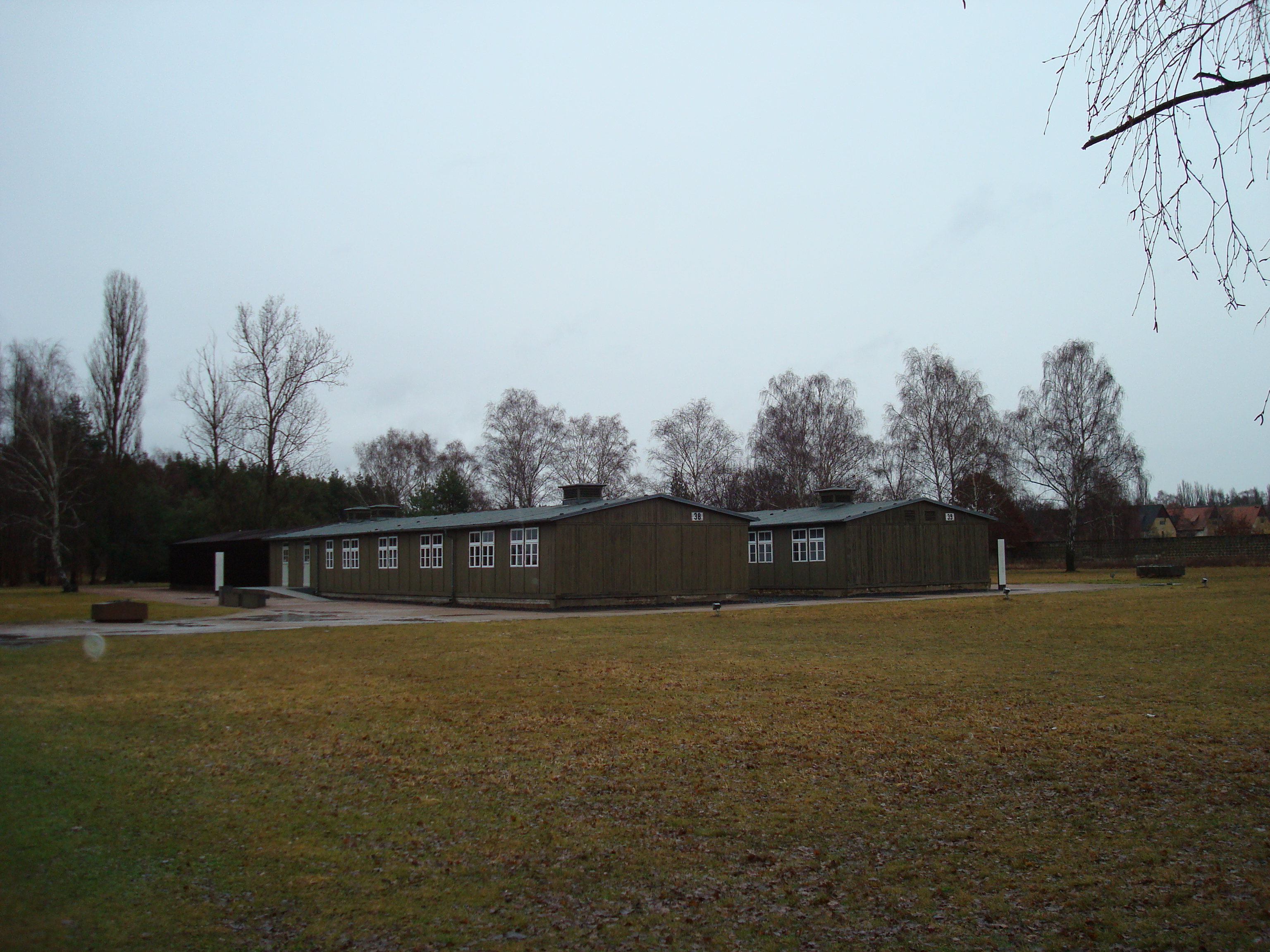
Barracons o Blocks
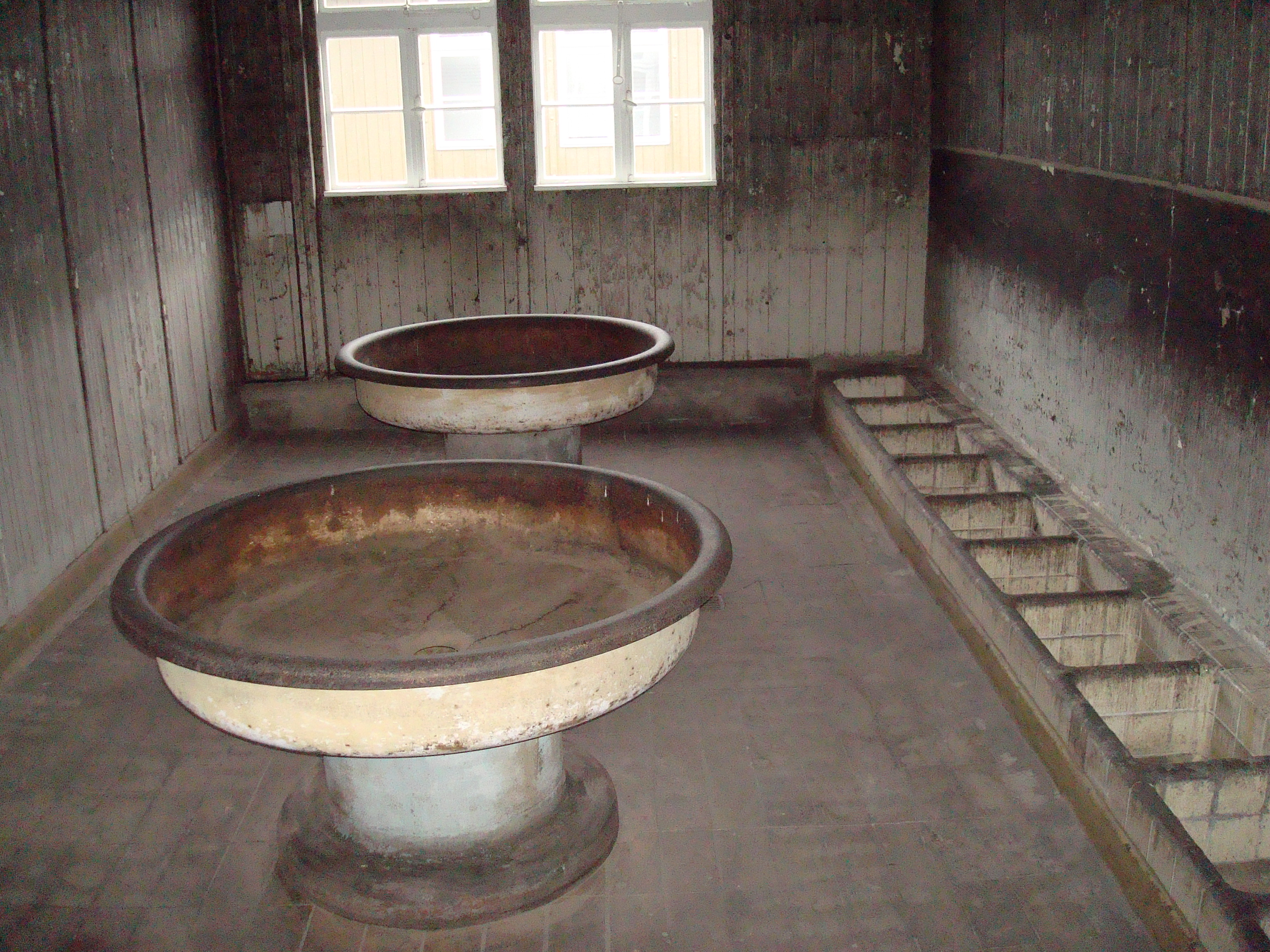
Lavabos en un barracó
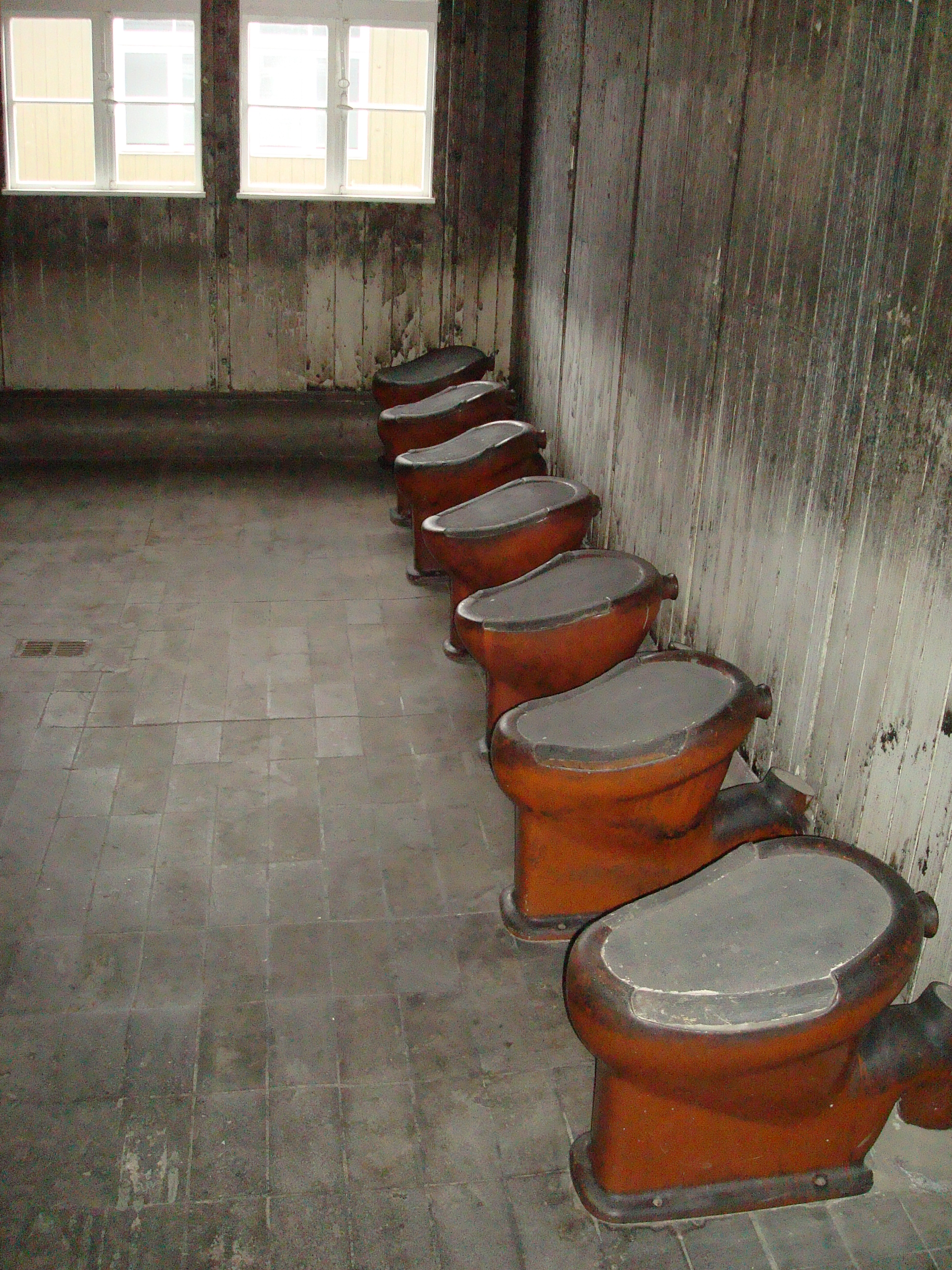
Sanitaris d'un barracó
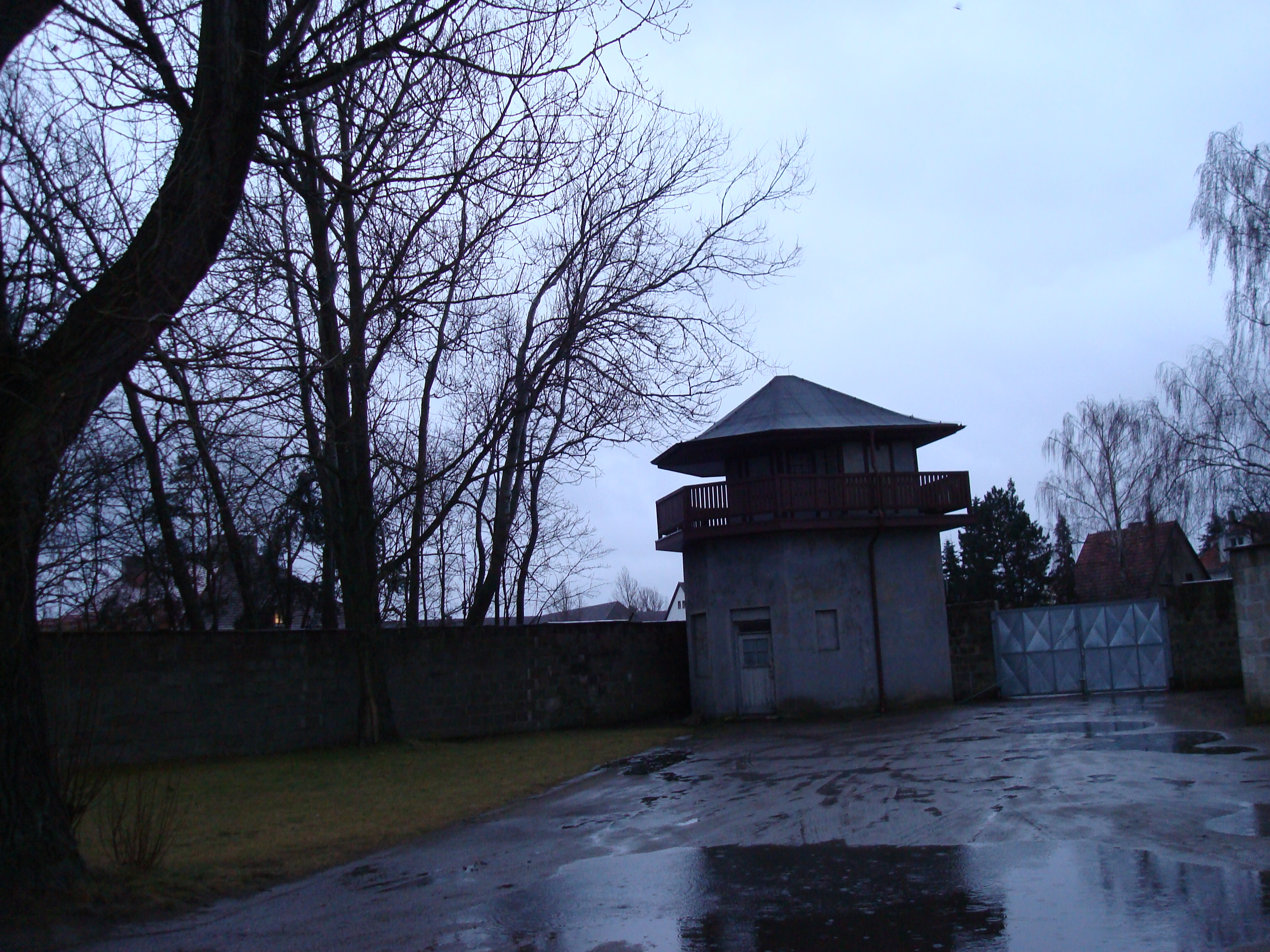
Torre de vigilància
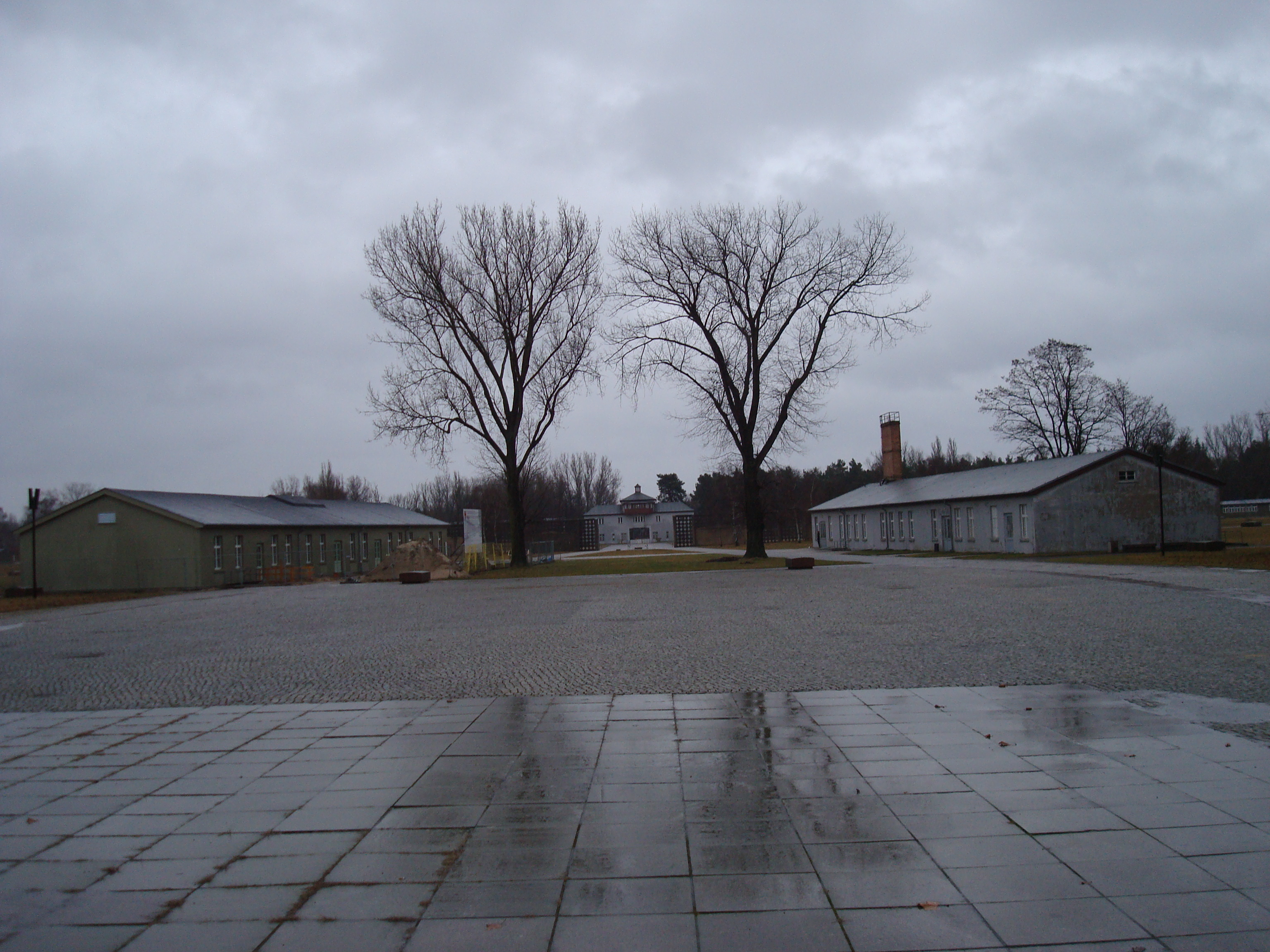
Vista general del camp
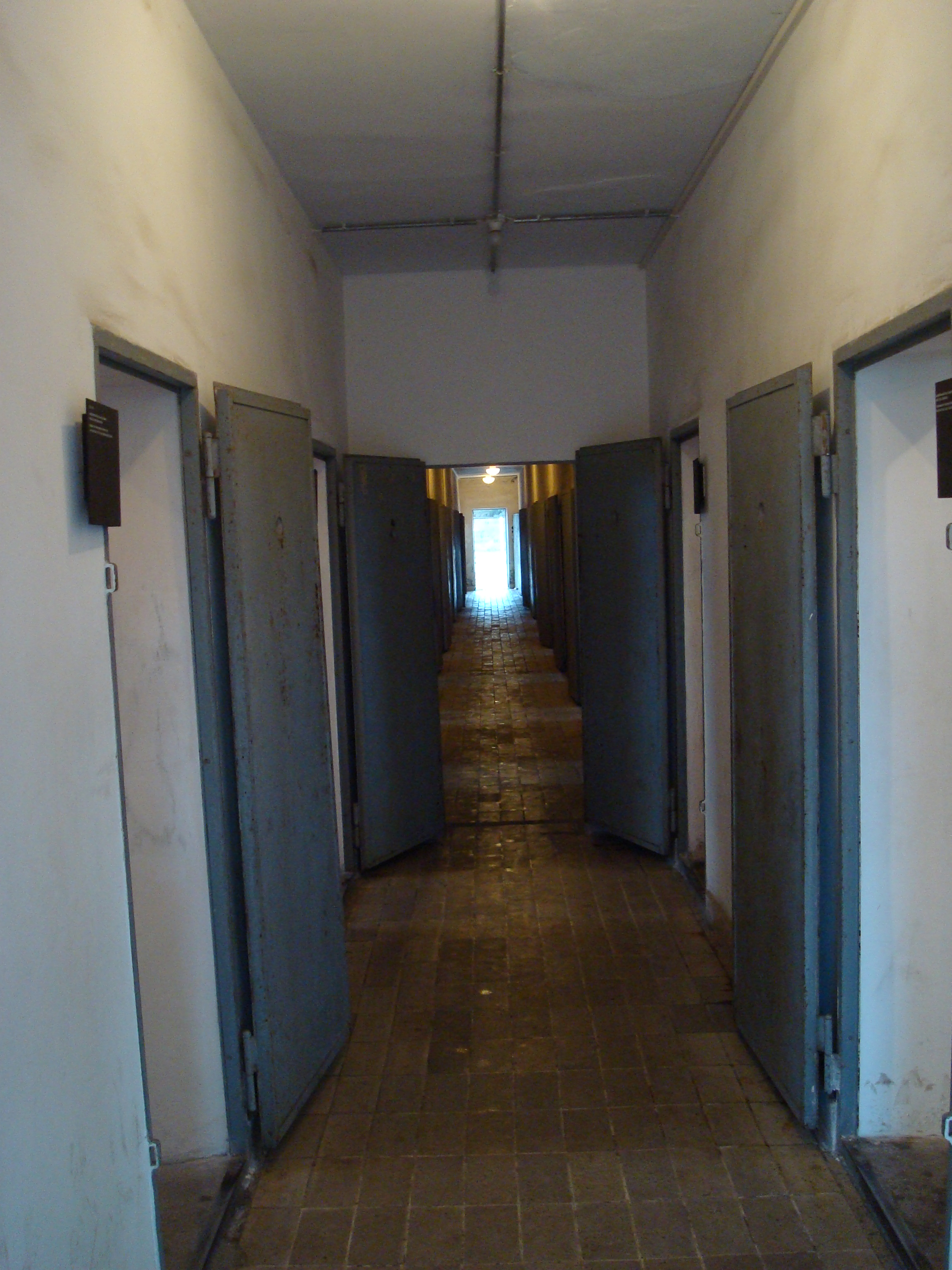
Calabós de càstig
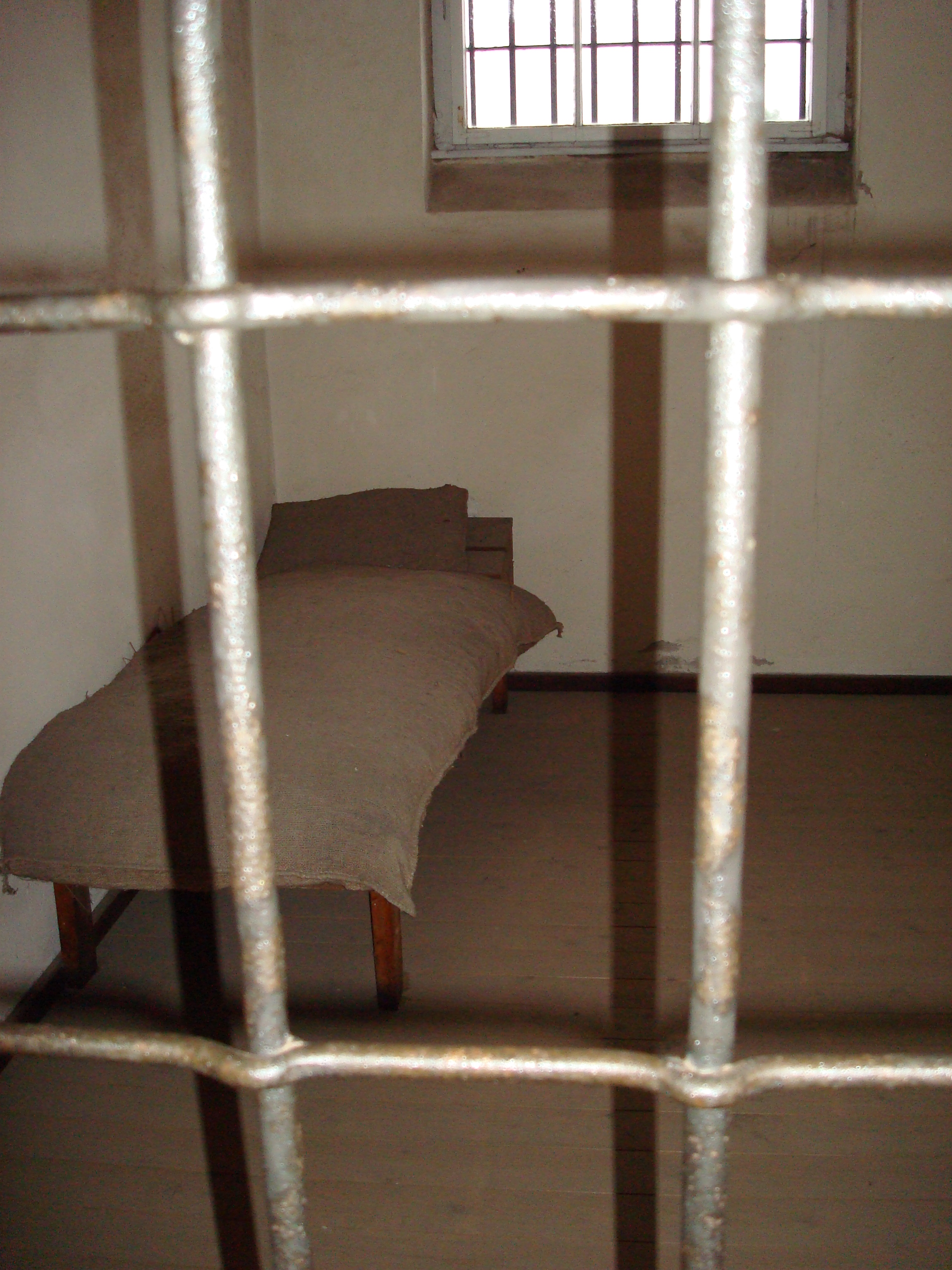
Interior d'un calabós
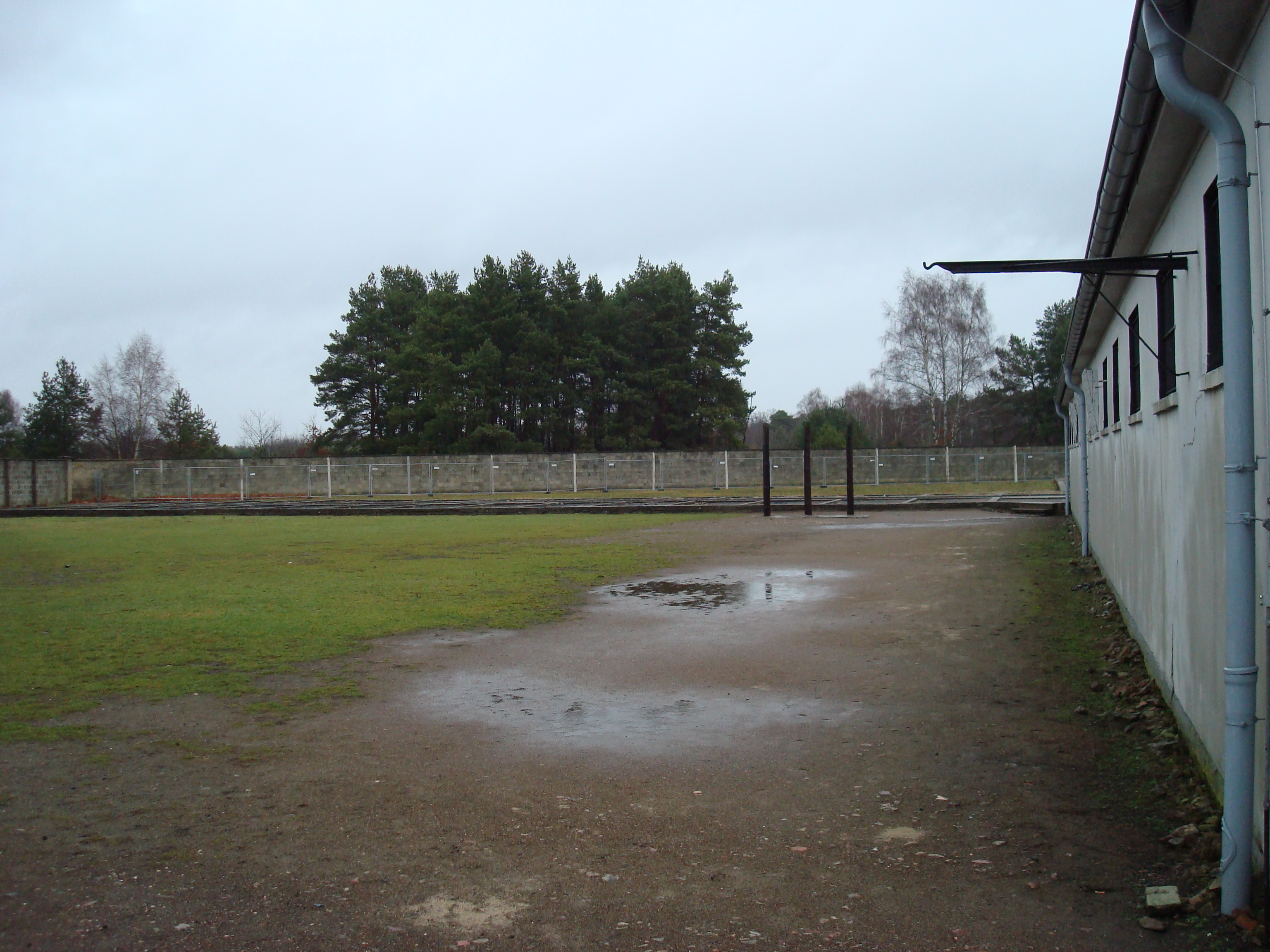
Pati al costat de las cambres de càstig
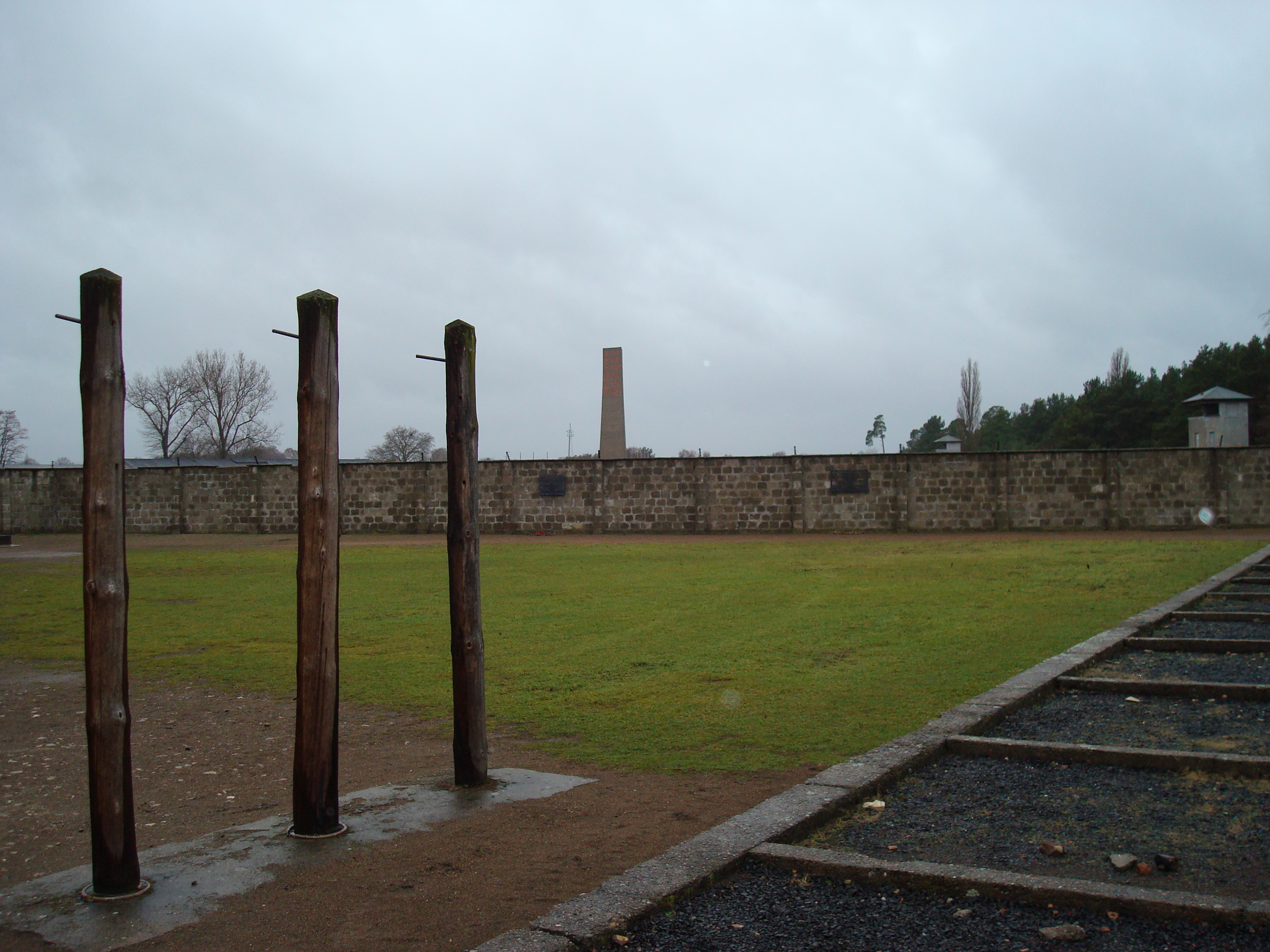
Detall del pati al costat de les cambres de càstig
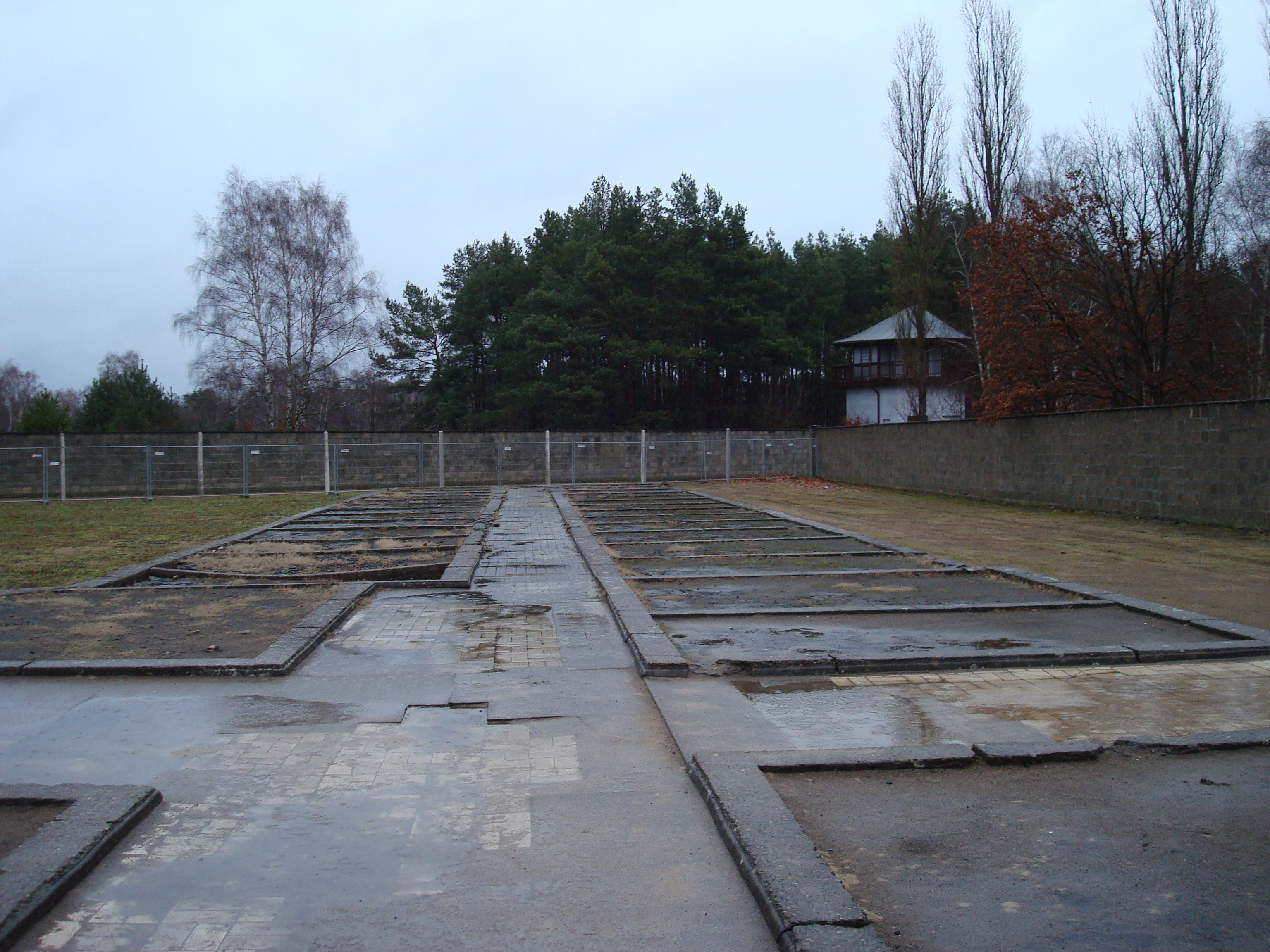
Ubicació original d'altres barracons
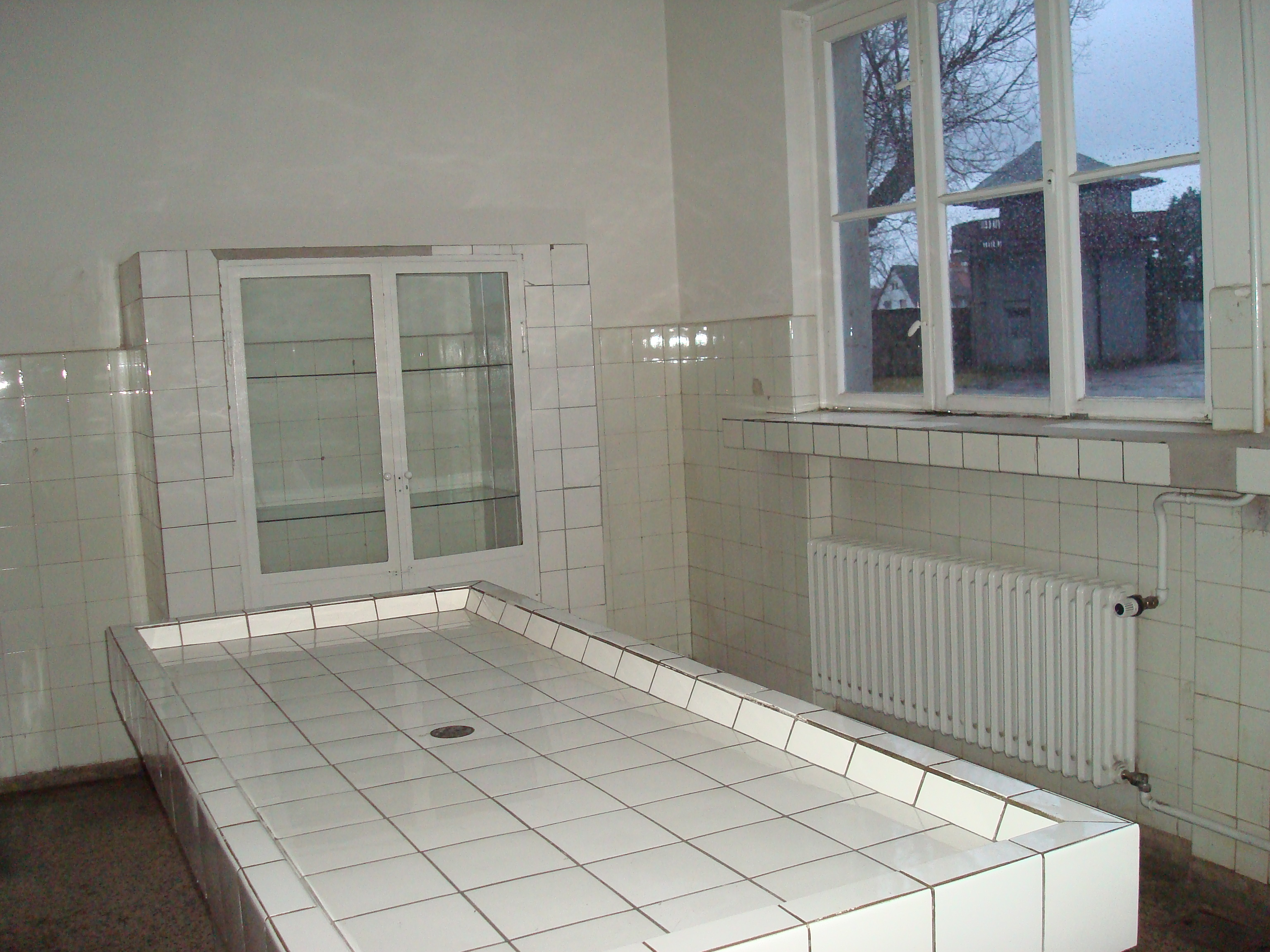
Sala d'autòpsies i proves mèdiques
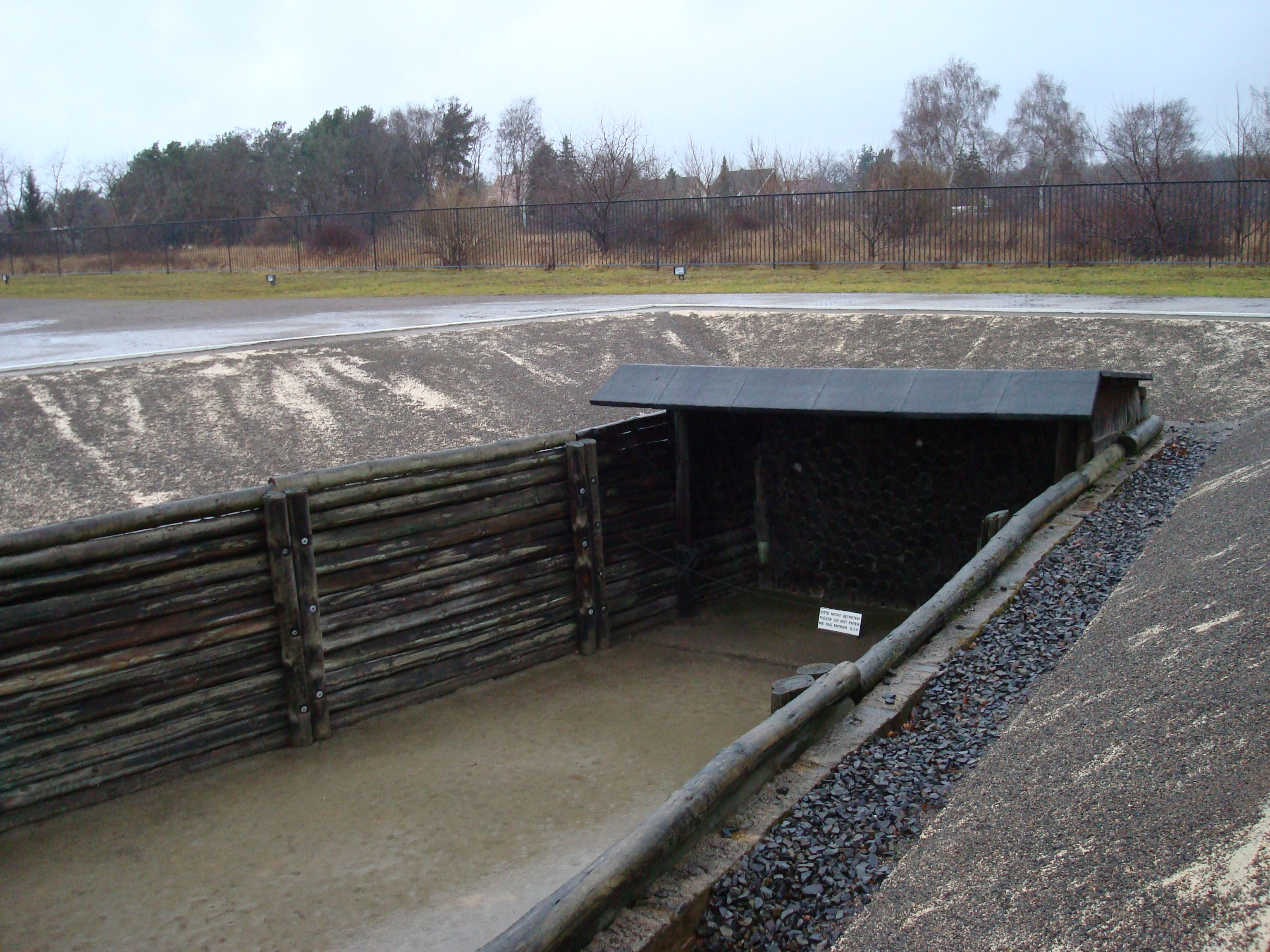
Zona dels afusellaments
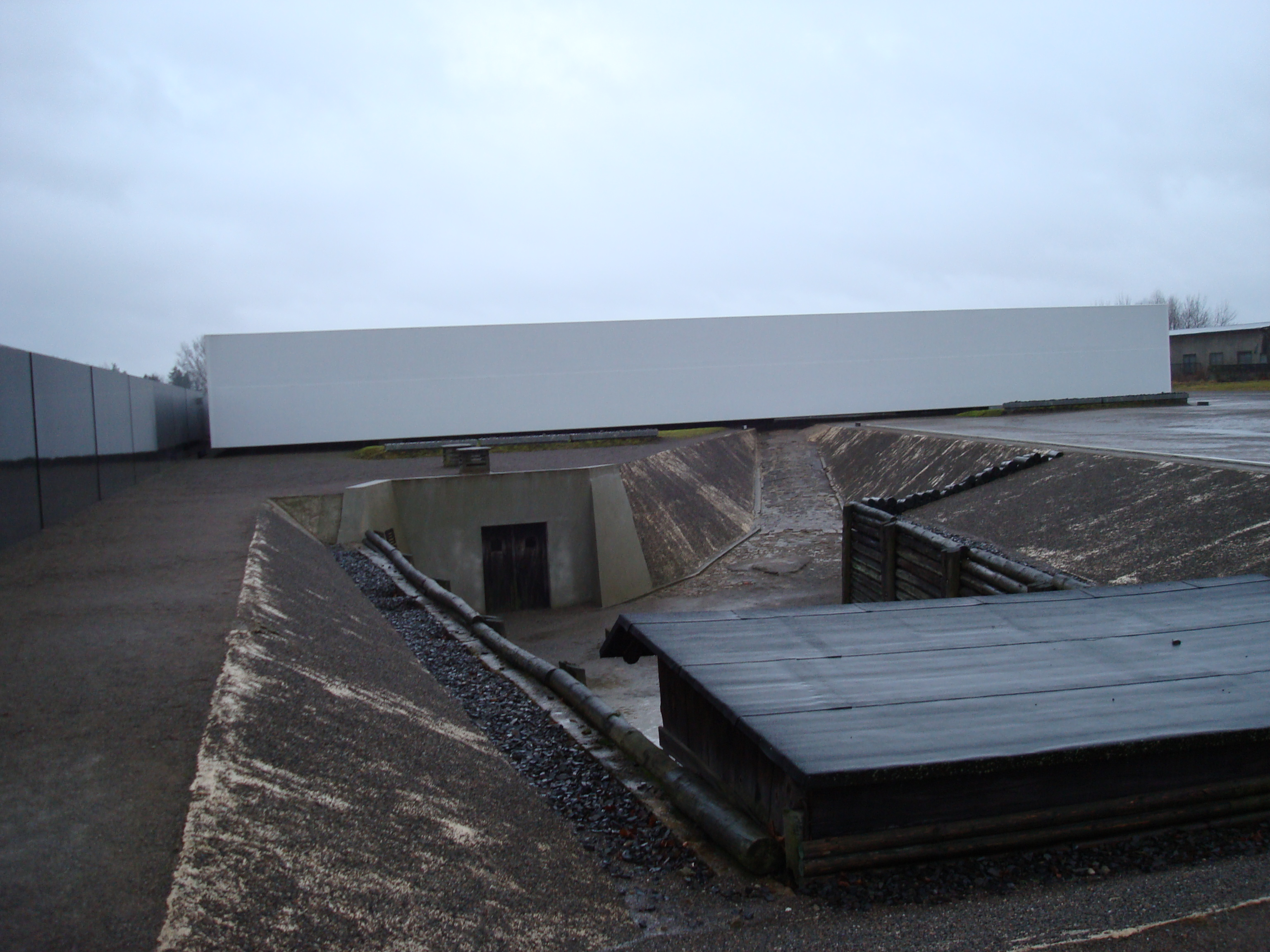
Magatzem de cadàvers, zona d'afusellaments i edifici de la cambra de gas (edifici blanc)
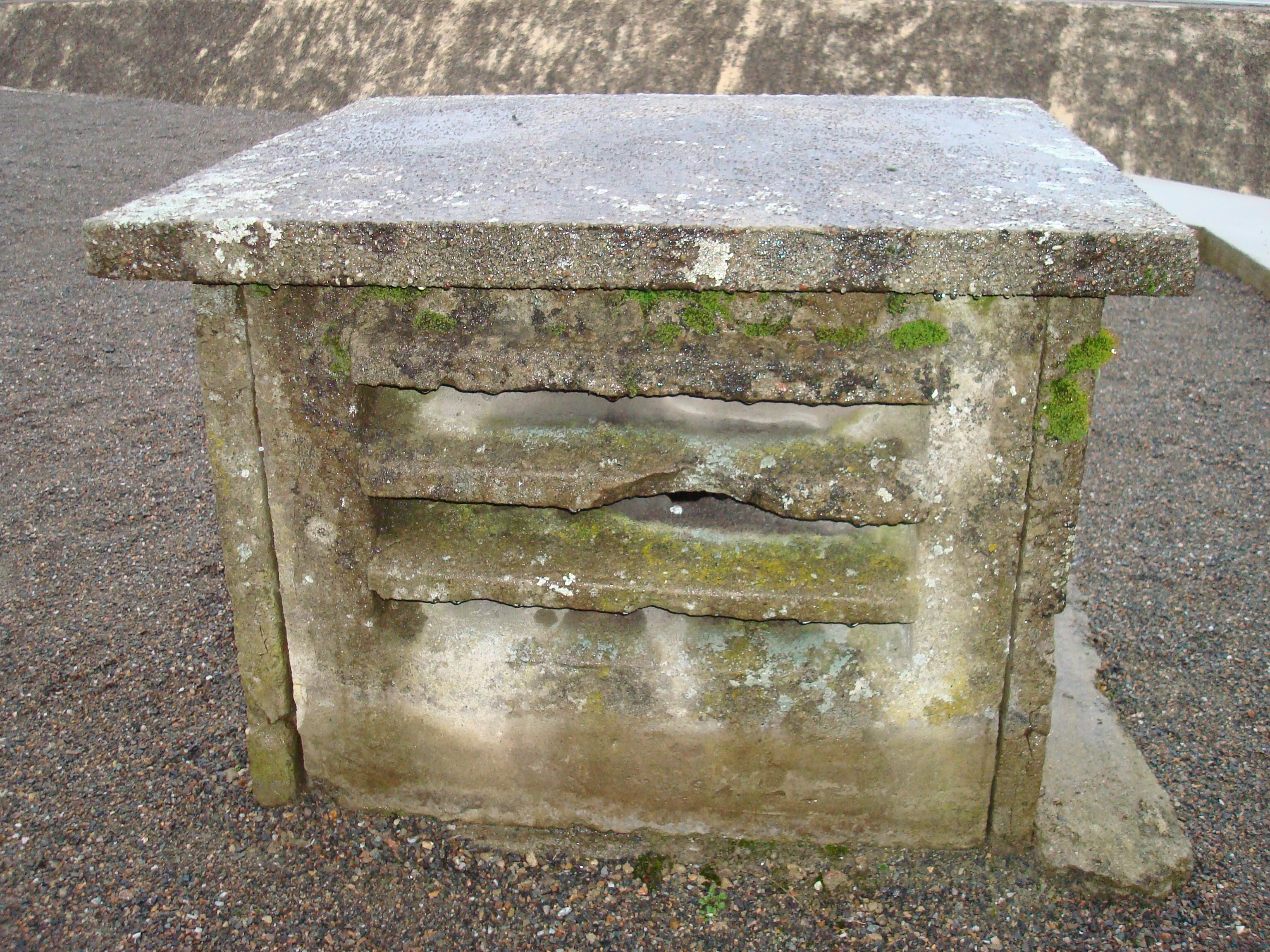
Ventilació del magatzem de cadàvers
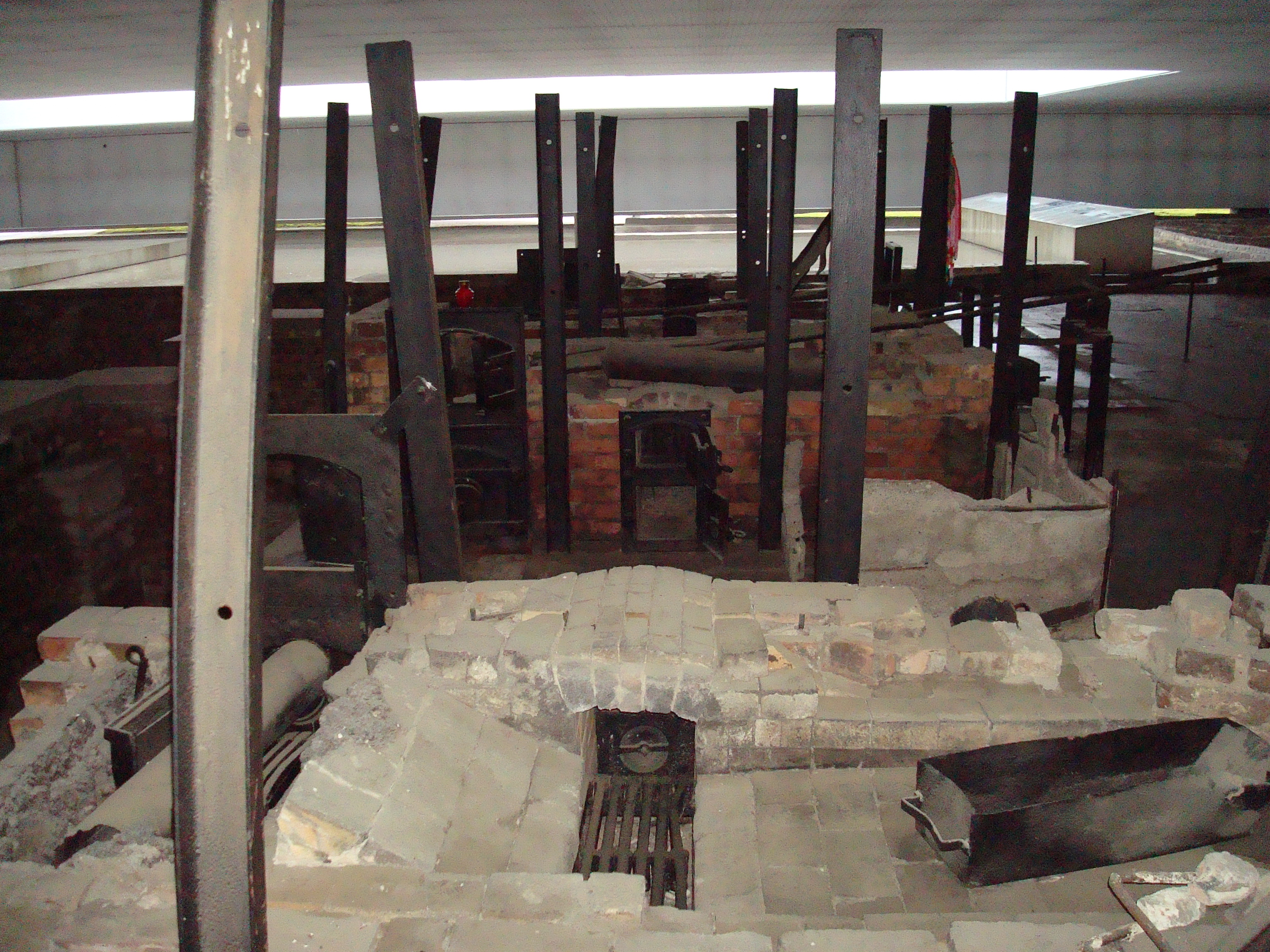
Restes dels forns crematoris
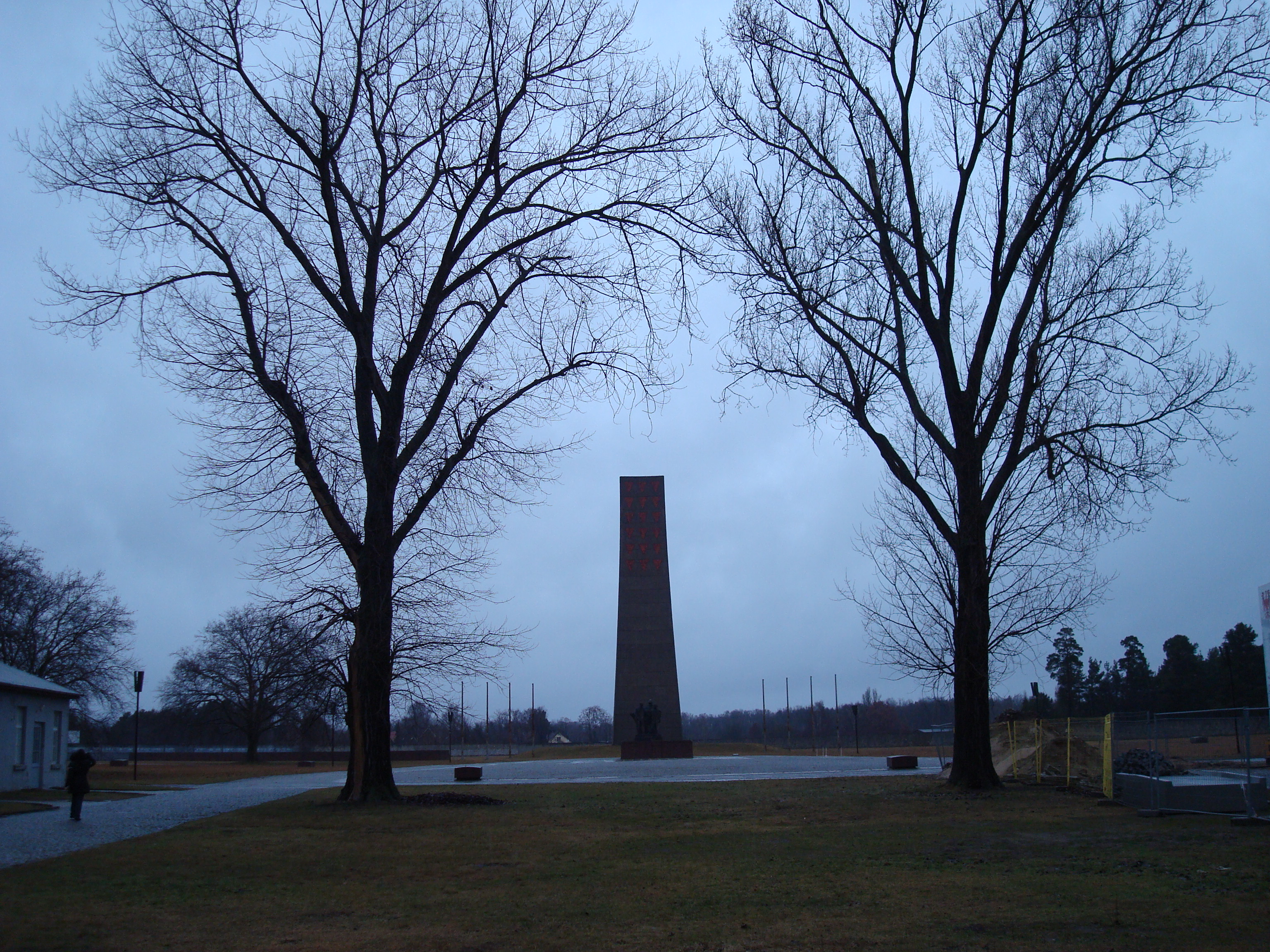
Monument a las víctimes del camp